# Vương Chấn (hoạn quan)
Vương Chấn (chữ Hán: 王振; ?-1449) là hoạn quan, đại thần nhà Minh trong lịch sử Trung Quốc. Ông đã thao túng chính trường nhà Minh trong những năm đầu thời Minh Anh Tông và được coi là người có trách nhiệm trong sự biến Thổ Mộc bảo khiến vua Minh Anh Tông bị bộ tộc Ngõa Thích bắt làm tù binh.

## Vào cung
Vương Chấn người Úy châu thuộc phủ Đại Đồng, Sơn Tây, vốn là một nho sĩ.
Ông tự hoạn mình tiến thân vào cung làm giáo quan thời Minh Thành Tổ, dạy học trong cung. Đến thời Minh Tuyên Tông, ông được giao việc dạy học cho thái tử Chu Kỳ Trấn ở Đông cung, làm chức Cục lang. Vua Tuyên Tông ban cho ông danh hiệu "tiên sinh" để gọi.
Từ thời Minh Thái Tổ đặt ra chế độ nghiêm khắc cấm hoạn quan can dự triều chính và trao đổi với các quan bên ngoài. Đến thời Minh Thành Tổ, vì vua nhờ vào sự hỗ trợ của các hoạn quan để giành được ngôi vua của cháu là Huệ Đế, nên phá lệ của vua cha, cho các hoạn quan tâm phúc tham gia triều chính. Đến thời Tuyên Tông, triều đình lập ra Nội thư đường trong cung và cắt cử một số hoạn quan phụ trách việc giảng dạy, trong đó đặc cách cho một số người thi mãi không trúng tự nguyện hoạn mình vào cung. Vương Chấn ở trong số đó.
Do phần lớn hoạn quan ít chữ nghĩa, nên Vương Chấn nhanh chóng trở thành người nổi trội trong hàng ngũ các thái giám. Bằng trí tuệ và khéo cư xử, ông đã chiếm được sự quan tâm của thái tử Chu Kỳ Trấn.

## Chuyên quyền
Đầu tháng 1 năm 1435, Minh Tuyên Tông qua đời, thái tử Chu Kỳ Trấn được lập lên nối ngôi, tức là Minh Anh Tông. Vương Chấn lập tức được trọng dụng.
Minh Anh Tông còn nhỏ, bà nội là Trương thái hoàng thái hậu nhiếp chính. Mặc dù có các đại thần nguyên lão đời trước như Trương Phụ, Dương Sĩ Kỳ, Dương Vinh, Dương Phổ phò tá nhưng Anh Tông chỉ thực sự tin dùng Vương Chấn.
Sau khi lên ngôi, Vương Chấn được Anh Tông phong ngay làm Ty lễ giám đứng đầu các hoạn quan. Do nhà Minh đã bỏ chức thừa tướng từ thời Minh Thái Tổ, quyền hành tập trung hết vào tay vua, tới thời Minh Anh Tông nhờ cậy hết vào Vương Chấn: các tấu chương từ dưới tâu lên Anh Tông đều để Vương Chấn phê duyệt. Vì vậy uy quyền của Vương Chấn ngày càng lớn.
Do sự chuyên quyền của Vương Chấn, Trương thái hoàng thái hậu từng ra tay ngăn chặn, theo di huấn khi còn sống của Minh Thái Tổ không để hoạn quan dự triều chính. Nhưng điều đó chỉ tạm thời cản Vương Chấn. Năm 1442, Trương thái hoàng thái hậu qua đời, từ đó không còn ai ngăn cản sự lộng hành của Vương Chấn.
Nhiều quan lại sợ Vương Chấn nên ra sức lấy lòng ông, nhiều người muốn bản tấu được phê đều phải đút lót cho Vương Chấn. Nhiều vị công hầu trong triều vì lấy lòng Vương Chấn, tự cắt hết râu cho giống ông, và gọi ông bằng cha, dù khi đó ông mới khoảng 30 tuổi. Trong số những người đút lót Vương Chấn không phải tất cả đều mưu đồ cá nhân, cũng có những viên quan như Chu Thầm nhờ đó mà làm lợi cho địa phương mình.
Khi giao hết quyền cho Vương Chấn, Minh Anh Tông ở sâu trong cung cấm hưởng lạc. Nhà vua hoàn toàn tin tưởng vào tài năng của Vương Chấn, vì từ nhiều đời trước các hoạn quan vào cung đều không biết chữ, trong số các hoạn quan trong triều khi đó chỉ có Vương Chấn xuất thân từ học trò tự hoạn vào cung.

## Với vấn đề tây nam
Ngoài biên ải phía tây nam nhà Minh là Lộc Xuyên Tuyên úy ty (Vân Nam) gần Miến Điện, thủ lĩnh là cha con Tư Nhiệm Phát, Tư Cơ Phát và Tư Lộc chống triều đình từ năm 1437. Tình hình tạm yên năm 1440 khi Tư Nhiệm Phát có ý quy phục, nhưng Vương Chấn lại kiến nghị Minh Anh Tông, muốn tỏ rõ võ công triều đình nên huy động 15 vạn binh sĩ Tứ Xuyên, Quý Châu và Hồ Quảng tham chiến tiếp. Sau khi đánh quân Minh đuổi được Tư Nhiệm Phát chạy sang Miến Điện, con Nhiệm Phát là Tư Cơ Phát đã xin quy phục nhưng Vương Chấn không cho, muốn diệt hết người bản địa. Do đó ông lại đề nghị Minh Anh Tông sai Vương Ký mang 13 vạn quân đi đánh. Tư Cơ Phát bị đánh bại, em Cơ Phát là Tư Lộc vẫn không chịu phục. Cuối cùng nhà Minh buộc phải thừa nhận Tư Lộc cai trị vùng này.

## Xung đột với Dã Tiên
Tuy Mông Cổ bị Minh Thái Tổ đánh đuổi về thảo nguyên phía bắc nhưng vẫn là lực lượng hùng mạnh, luôn uy hiếp biên cương nhà Minh trong những năm sau đó. Tộc Ngõa Thích là một chi của Mông Cổ, đến đầu thời Minh đã lớn mạnh hơn so với các bộ tộc Mông Cổ khác. Các bộ lạc Ngõa Thích và Thát Đát được thống nhất. Từ năm 1439, thái sư tộc Ngõa Thích là Dã Tiên lên nắm quyền trong chính quyền Mông Cổ của Khả hãn Thoát Thoát.
Dã Tiên ra sức phát triển thế lực của Ngõa Thích, dần dần mở rộng lãnh thổ từ phía đông tới Triều Tiên, phía tây tới Tân Cương.
Năm 1448, Dã Tiên lại cử đoàn sứ bộ gồm 2524 người đến Bắc Kinh, nói thăng lên 3598 người để lĩnh thêm đồ thưởng của nhà Minh. Vương Chấn ra lệnh điều tra số lượng sứ bộ, lại thấy ngựa mang cống của Dã Tiên nhỏ gầy, bèn hạ giá ngựa đi, rồi giảm đồ ban thưởng xuống chỉ còn 1/5. Dã Tiên từng có hứa hẹn thông gia với nhà Minh, thấy triều Minh có ý khất việc đó và làm nhục sứ bộ, bèn nhân cớ đó để khởi binh.

## Đưa Minh Anh Tông đi thân chinh
Ngày 11 tháng 7 năm 1449, quân Ngõa Thích của Dã Tiên ồ ạt tấn công Đại Đồng. Tướng Ngô Hạo nhà Minh đụng độ Dã Tiên ở Miêu Nhi Trang bị đại bại và tử trận. Minh Anh Tông điều Tỉnh Nguyên mang 4 vạn quân ra cứu viện, cũng bị tiêu diệt hoàn toàn.
Tình thế bất lợi, nhưng Vương Chấn ra sức cổ vũ Anh Tông thân chinh noi theo gương các vua đời trước đánh Mông Cổ như Minh Thái Tổ và Minh Thành Tổ. Minh Anh Tông quen hưởng lạc, chưa có kinh nghiệm gian khổ trận mạc nên nghĩ việc quân sự khá đơn giản và nghe theo lời Vương Chấn.
Anh Tông để em là Thành vương Chu Kỳ Ngọc trấn thủ kinh thành và lên đường ra mặt trận, mang theo 50 vạn tướng sĩ. Ngày 23 tháng 7 Minh Anh Tông đến Tuyên Phủ. Những ngày hành quân liên tiếp có mưa gió, mọi người lo lắng, lương thảo không đủ, quân lĩnh đều mệt mỏi. Các quan xin Anh Tông ngừng hành quân vì quân sĩ kém hăng hái. Nhưng Anh Tông giao hết quyền cho Vương Chấn. Ông một mực muốn đánh, hạ lệnh ba quân bày trận.
Ngày 1 tháng 8 thì đại quân đến Đại Đồng. Lúc này Dã Tiên sau trận thắng đã chủ động rút về phía bắc chờ đợi thời cơ. Vương Chấn muốn phát lệnh bắc tiến, thái giám thân tín là Quách Kính vội báo cho ông về tình hình bi đát ngoài mặt trận của quân Minh và khuyên ông nên mang vua Minh trở về. Vương Chấn biết tin thật, bắt đầu lo lắng, bèn quyết định rút quân về.

## Rút lui và bị giết
Ngày 2 tháng 8, đại quân bắt đầu rút về phía đông. Ban đầu, Vương Chấn định đi theo đường Tử Kinh Quan là đường ngắn để về nhanh. Tuy nhiên, đây cũng là đường qua Uy châu – quê Vương Chấn. Đi được 40 dặm, Vương Chấn chợt thay đổi ý định, sợ số quân lớn 50 vạn người sẽ giẫm nát lúa màu quê nhà, do đó quyết định đổi hướng hành quân từ đường đông nam lên đường đông bắc, đi theo đường cũ từ Tuyên Phủ về kinh. Việc thay đổi lộ trình vừa kéo dài thời gian, vừa gây ra nghi hoặc lớn trong các tướng sĩ.
Dã Tiên phát hiện quân Minh đi đường vòng mất thời gian, bèn dẫn quân từ phía bắc đón đường vây đánh. Thượng thư Bộ Binh là Khoáng Dã đề nghị cử tinh binh đi sau cùng chặn hậu, còn xa giá phải nhanh chóng chạy vào cửa ải, nhưng Vương Chấn ra sức phản đối.
Ngày 10 tháng 8, Anh Tông đến trạm Lôi Gia, ngày 12 sắp khởi hành thì nhận được tin báo quân Dã Tiên đã đuổi tới gần. Anh Tông bèn hạ lệnh đóng quân dựng trại một chỗ, cử các tướng ra chống cự nhưng mấy cánh quân ra đánh đều bị Dã Tiên tiêu diệt.
Ngày 13 tháng 8, Anh Tông cùng đại quân tới Thổ Mộc Bảo, phía đông cách thành Hoài Lai 20 dặm. Quần thần kiến nghị kéo đến bảo vệ Hoài Lai, nhưng Vương Chấn cho rằng còn hơn 1000 xe quân dụng chưa tới, hạ lệnh toàn quân đóng lại Thổ Mộc Bảo để chờ đợi. Quân Minh chọn chỗ cao đóng trại, nhưng không tìm được nguồn nước.
Ngày 14 tháng 8, kỵ binh Ngõa Thích đuổi đến nơi, bao vây chặt quân Minh, cắt đường nước suối phía nam cách đó 15 dặm. Quân Minh bị đói khát, phải kịch chiến suốt đêm ở phụ cận Ma Cốc Khẩu. Quân Minh không tìm được đường ra, Vương Chấn cũng hoảng hốt không dám hạ lệnh khởi hành.
Đang lúc đó có sứ giả của Dã Tiên tới xin nghị hòa, làm ra vẻ muốn rút quân. Anh Tông và Vương Chấn không biết là dối trá, bèn cho học sĩ Tào Nại thảo chiếu nghị hòa, rồi sai sứ sang gặp Dã Tiên. Vương Chấn cho rằng vòng vây đã được mở, vội hạ lệnh cho quân đi đến chỗ có gần nước. Trong lúc quân Minh tranh nhau đi lấy nước mất hàng lối thì quân Ngõa Thích đột ngột tấn công. Mấy chục vạn quân Minh không kịp trở tay, không có đường chạy trốn, bị tử trận, thây nằm ngổn ngang.
Trong lúc hỗn loạn, Vương Chấn bị hộ vệ tướng quân Phàn Trung nổi giận cầm chùy sắt đánh chết. Vương Chấn vào cung từ thời Minh Thành Tổ đến Minh Anh Tông, hoạt động trong khoảng 30 năm, không rõ bao nhiêu tuổi. Cùng bị giết với mấy chục vạn quân Minh có trên 50 quan văn võ, trong đó có cháu Vương Chấn là Vương Lâm giữ chức chỉ huy quân Cẩm Y vệ; còn Minh Anh Tông bị Dã Tiên bắt làm tù binh.

## Sau khi chết

### Bị truy lục
Em Anh Tông là Thành vương Chu Kỳ Ngọc lên làm nhiếp chính, Vu Khiêm được phong làm Binh bộ Thượng thư (thay Khoáng Dã bị giết ở Thổ Mộc bảo). Vu Khiêm tố cáo các tội lỗi Vương Chấn gây ra tai họa cho Anh Tông, Thành vương bèn hạ lệnh tịch biên gia sản ông và những người trong phe phái. Trong số các gia tài bị tịch thu có những ngôi nhà nguy nga sang trọng như cung điện và nhiều của vàng bạc châu báu quý hiếm cùng hàng vạn con ngựa.
Cháu Vương Chấn là Vương Sơn (anh Vương Lâm) giữ chức Cấm Y vệ đồng tri bị bắt giết, chặt thành từng khúc giữa chợ. Những người trong họ ông cũng bị giết hàng loạt. Thành vương lên làm vua, tức là Minh Đại Tông.

### Được phục hồi danh dự
Năm 1450, Minh Anh Tông được người Ngõa Lạt thả về nước, được vua em Đại Tông tôn làm thái thượng hoàng và giam lỏng ở kinh thành.
Đầu năm 1457, Minh Anh Tông làm "Đoạt môn chi biến" (Binh biến đoạt môn) phục hồi ngôi vua. Minh Anh Tông vẫn nhớ đến công lao trước đây của Vương Chấn với mình, vì vậy theo kiến nghị của thái giám Lưu Hằng và thủ hạ của ông là Tào Cát Tường, hạ lệnh khôi phục chức tước, danh dự cho ông. Minh Anh Tông còn tổ chức chiêu hồn ông về an táng, cúng tế cho ông tại chùa Tri Hòa, đặt tên đền thờ ông là Tinh Trung. Vì việc này, Vương Chấn là hoạn quan đầu tiên của Trung Quốc được lập đền thờ, từ đó về sau các hoạn quan khác cũng được lập đền thờ. Môn hạ của ông là Tào Cát Tường cũng được trọng dụng.